# 白梨 (演员)
白梨（Pak Lei），本姓陳；籍貫廣東省南海縣，活躍於20世紀30年代至50年代的香港電影女明星，銀幕處女作《離恨曲》(1937年10月，擔任女主角)；息影作《銀海春光》(1951年3月)。
- 白梨的胞妹是香港電影女明星陳露華；丈夫是著名導演及演員俞亮；小叔是影視演員俞明。
- 白梨在1939年2月18日（星期六 ，農曆戊寅年十二月年卅晚，在香港電臺播唱粵曲《蓮花吟》[1]。
- 「西環街坊會」在 1951年6月14日 （星期四）為籌募福利善款，在在香港島灣仔修頓球場 舉行「小型球賽」，白梨與她的胞妹陳露華，聯同香港小姐吳丹鳳、孔雀 (演員)、梅珍、梁素梅、冼劍麗及辛賜卿剪綵[2]。

- 1951年7月30日 （星期日）為香港「後備消防同樂會」籌款義賽，白梨與她的胞妹陳露華在香港島灣仔修頓球場，聯同香港小姐吳丹鳳、馬金玲、夏寶蓮及陳翠屏剪綵[3]。

## 外部連結
- 香港電影資料館：白梨參予電影的記錄[永久]
- 香港影庫：白梨 （页面存档备份，存于）